# حملات الروس الاستكشافية القزوينية

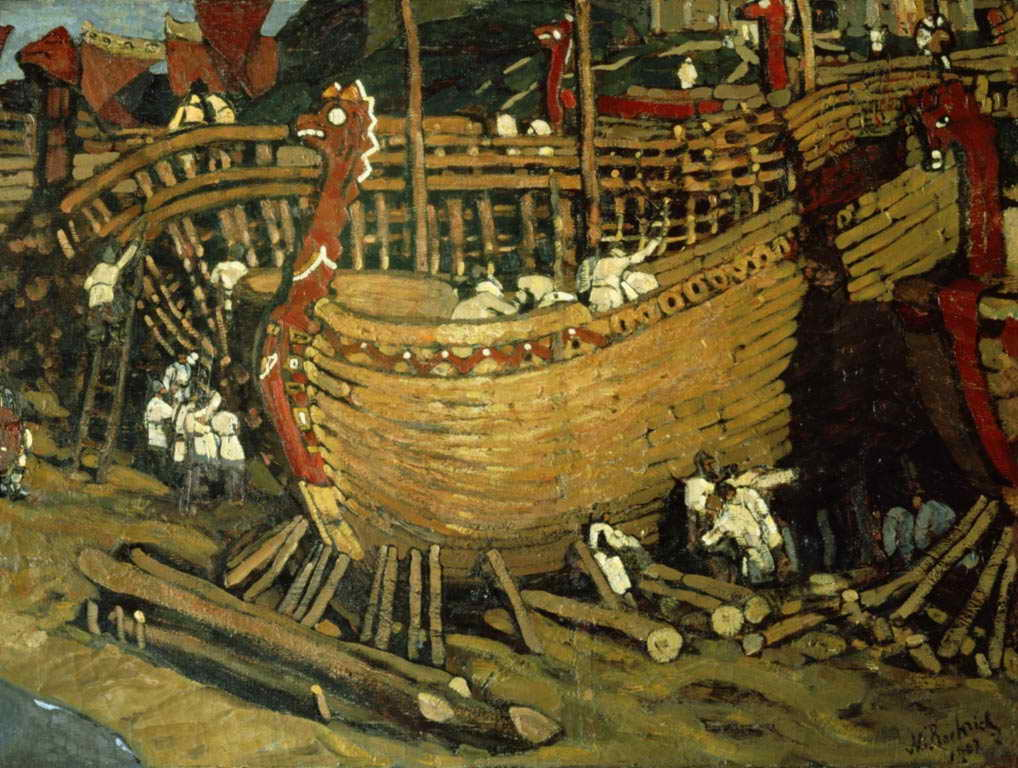
صناعة وصيانة السفن والعمل على تقوية الأسطول البحري

حملات الروس الاستكشافية القزوينية هي غارات عسكرية شنها شعب الروس بين عامي 864 و1041 على شواطئ بحر قزوين، فيما يعرف اليوم بإيران وداغستان وأذربيجان. في البداية، ظهر الروس في سركلاند في القرن التاسع وهم يسافرون كتجار على طول طريق فولغا التجاري، ويبيعون الفراء والعسل والعبيد. وقعت أولى غارات الفايكنج على نطاق صغير في أواخر القرن التاسع وأوائل القرن العاشر. قام الروس بأول رحلة استكشافية واسعة النطاق عام 913؛ بعد أن وصلوا على متن 500 سفينة، نهبوا منطقة جرجان، في أراضي إيران الحالية، وأكثر من ذلك إلى الغرب، في جيلان ومازاندران، وأخذوا العبيد والبضائع. عند عودتهم، تعرض المغيرون الشماليون للهجوم والهزيمة من قبل الخزر في دلتا نهر الفولغا، وقتلت القبائل المحلية في وسط الفولغا أولئك الذين هربوا.
خلال حملتهم التالية عام 943، استولى الروس على بردعة، عاصمة أران، في جمهورية أذربيجان حاليًا. بقي الروس هناك لعدة أشهر، ما أسفر عن مقتل العديد من سكان المدينة وتكديس كبير للمسروقات. كان استشراء الزحار بين الروس السبب الذي أجبرهم على المغادرة مع غنائمهم. قاد سفياتوسلاف، أمير كييف، الهجوم التالي، الذي دمر دولة خازار عام 965. أسست حملة سفياتوسلاف سيطرة روس على طرق التجارة بين الشمال والجنوب، ما ساعد على تغيير التركيبة السكانية للمنطقة. استمرت الغارات خلال الفترة الزمنية مع آخر محاولة اسكندنافية لإعادة إنشاء الطريق إلى بحر قزوين عام 1041 بواسطة إنغفار الذي سافر بعيدًا.

## خلفية تاريخية والغارات الأولى
اخترق الروس لأول مرة المناطق الإسلامية المتاخمة لبحر قزوين بصفتهم تجارًا وليس محاربين. بحلول أوائل القرن التاسع، استقر الشماليون في شمال غرب روسيا، حيث أقاموا مستوطنة تسمى ألديغيا على بعد حوالي 9.7 كيلومتر جنوب مدخل نهر فولكوف إلى بحيرة لادوجا. من هناك، بدأوا التجارة مع الإمبراطورية البيزنطية على طول طريق تجارة دنيبر، ومع الأراضي الإسلامية حول بحر قزوين على طول طريق تجارة الفولغا. في أواخر القرن التاسع، وصف ابن خرداذبة شراء الروس للبضائع من الخزر في مناطق السوق في منطقة الفولغا السفلى وبيعها في أسواق مدن بحر قزوين. جلب هؤلاء التجار الفراء والعسل والعبيد. حتى أن مجموعات صغيرة من الروس ذهبت على الجمال حتى بغداد لبيع بضائعهم. ساعدهم عبيدهم الأوروبيون بالترجمة.
اقترح توماس س. نونان أن الروس وصلوا بغداد في وقت مبكر من عام 800؛ تدعم هذه الحجة اكتشاف عملات الدرهم الساساني والعربي والعربي-الساساني المؤرخة في تاريخ لا يتجاوز 804-805 في بيترهوف، بالقرب من سان بطرسبرغ. في رواية ابن خرداذبة، يوصف الروس بأنهم نوع من الصقالبة، وهو مصطلح يستخدم عادة للإشارة إلى السلاف، وقد فسر العلماء المناهضون للنورمانديين هذا المقطع على أنه مؤشر على كون الروس سلافيين وليسوا إسكندنافيين. في تفسير العلماء النورمانديين، طُبقت كلمة صقالبة أيضًا بشكل متكرر على جميع السكان ذوي الشعر الأشقر والرودي في وسط وشرق وشمال شرق أوروبا، لذا فإن لغة ابن خرداذبة غامضة هنا.
حدثت الغارة الأولى على بحر قزوين في وقت ما في عهد حسن بن زيد، حاكم طبرستان بين عامي 864 و884. أبحر الروس في بحر قزوين وهاجموا الشاطئ الشرقي في أباسكون دون جدوى. ربما كانت هذه الغارة على نطاق ضيق للغاية. وقعت الغارة الثانية في عام 909 أو 910 واستهدفت أيضًا أباسكون؛ تمامًا مثل الهجوم السابق، كانت هذه الحملة صغيرة حيث شاركت فيها 16 سفينة فقط. وقعت الغارة الصغرى الثالثة في 911 أو 912.

## غارة عام 913
شن الروس أول غارة واسعة النطاق عام 913. وصل أسطول من 500 سفينة إلى الشواطئ الجنوبية لبحر قزوين عبر بلاد الخزر. من أجل تأمين ممر سلمي عبر أرض الخزر، وعد الروس الخزر بنصف غنائمهم. أبحروا عبر نهر دنيبر إلى البحر الأسود، ثم إلى بحر آزوف، ثم عبر نهر الدون عبر مدينة خازار في سركيل، ثم وصلوا إلى نهر الفولغا، الذي قادهم إلى بحر قزوين.
هاجم الروس في منطقة جورغان حول أباسكون، وكذلك طبرستان، ونهبوا الريف أثناء ذهابهم. فشلت محاولة صدهم وهم راقدون بالقرب من الجزر في الجزء الجنوبي الغربي من بحر قزوين؛ ثم تمكنوا من التجول والإغارة حسب الرغبة. عبر البحر، أغاروا على باكو، واخترقوا الأراضي الداخلية لمدة ثلاثة أيام، ونهبوا مناطق أران وتبرستان وبيلقان وشروان. نهبوا في كل مكان قدر استطاعتهم، وأخذوا النساء والأطفال كعبيد. سبقتهم أخبار اعتداءاتهم أثناء توجههم إلى بلادهم، وفي دلتا نهر الفولغا، تعرض الروس لهجوم من قبل الخزر، وكذلك من قبل بعض المسيحيين، على ما يبدو برضا الحاكم الخزر. وبحسب المسعودي، فقد قُضي على أولئك الذين فروا من قبل البورتاس وبلغار الفولغا.

## غارة عام 943
يعود تاريخ الحملة الثانية واسعة النطاق إلى عام 943، عندما كان إيغور القائد الأعلى للروس، وفقًا للسجلات الأولية. خلال الرحلة الاستكشافية عام 943، جدف الروس في نهر كورا، في عمق القوقاز، وهزموا قوات مرزوبان بن محمد، واستولوا على بردعة، عاصمة أران. سمح الروس للسكان المحليين بالاحتفاظ بدينهم مقابل الاعتراف بسيادتهم؛ من الممكن أن يكون الروس عزموا الاستقرار بشكل دائم هناك. وبحسب ابن مسكويه، فإن السكان المحليين كسروا الهدوء بإلقاء الحجارة وغيرها من الإساءات الموجهة ضد الروس، الذين طالبوا السكان بعد ذلك بإخلاء المدينة. رُفض هذا الإنذار، وبدأ الروس بقتل الناس واحتجاز الكثيرين للحصول على فدية. توقفت المذبحة لفترة وجيزة للمفاوضات، التي سرعان ما انهارت. أقام الروس في بردعة عدة أشهر، واستخدموها قاعدة لنهب المناطق المجاورة، وجمعوا غنائمًا كبيرة.
أنقِذت المدينة فقط من خلال انتشار الزحار بين الروس. يكتب ابن مسكويه أن الروس «انغمسوا بشكل مفرط في ثمارها التي تعددت أنواعها. وأدى ذلك إلى انتشار وباء بينهم ... وهكذا بدأت أعدادهم تتقلص». بتشجيع من انتشار الوباء بين الروس، اقترب المسلمون من المدينة. قام الروس، ورئيسهم الذي يركب حمارًا، بهجمة مباغتة فاشلة بعد أن فقدوا 700 محارب، لكنهم تجنبوا الحصار وانسحبوا إلى قلعة بردعة، حيث حاصرهم المسلمون. بعد أن أنهكهم المرض والحصار، ترك الروس ليلًا القلعة التي أقاموا فيها مسكنهم، حاملين على ظهورهم كل ما في وسعهم من كنوزهم، وأحجارهم، وملابسهم الجميلة، وأولادهم وبناتهم كما أرادوا، وعبروا نهر كورا، حيث كانت السفن التي أرسلوها من منازلهم جاهزة مع أطقمهم، و300 من الروس يدعمونهم بأجزاء من غنائمهم. ثم استخرج المسلمون من قبور الروس الأسلحة التي دفنت بجانب المحاربين. اقترح جورج فيرنادسكي أن أوليغ من نوفغورود كان زعيم الروس راكب الحمار الذي هاجم بردعة. حدد فيرنادسكي أوليغ مع هيلغو، وهو شخصية مذكورة في رسالة شيشتر. وفقًا لتلك الوثيقة، ذهب هيلغو إلى بلاد فارس بالقارب وتوفي هناك بعد هجوم فاشل على القسطنطينية عام 941. من ناحية أخرى، يفترض ليف غوميليف، بالاعتماد على اسم زعيم الروس (كما هو مسجل في المصادر العربية)، أن هذا كان القائد سفينيلد، وهو زعيم فارانجيان سُجلت ثروته في الوقائع الأولية عام 945.